# USS Fiske (DE-143)
Pour les autres navires du même nom, voir USS Fiske.
L' USS Fiske (DE-143) était un destroyer d'escorte de classe Edsall en service dans l'US Navy pendant la Seconde Guerre mondiale. Il fut le premier navire baptisé sous le nom de Bradley A. Fiske, un Contre-amiral de la marine des États-Unis.
Sa quille est posée le 4 janvier 1943 par la société Consolidated Steel Corporation (en) à Orange, au Texas, il est lancé le 14 mars 1943, parrainé par Mme H. G. Chalkley; et mis en service le 25 août 1943 sous le Lieutenant commander R. P. Walker.

## Historique
Sa première mission d'escorte de convoi se déroule du 12 au 25 novembre 1943 entre Coco Solo (New York) et Norfolk. Le 3 décembre, le navire d'escorte quitte Norfolk en effectuant trois missions de convoyage entre New York et Casablanca. Au cours de l'une de ces missions, son convoi est attaqué le 20 avril 1944 par les bombardiers torpilleurs à l'ouest de la Méditerranée, le Fiske ne fut pas endommagé.
Après ses missions à Casablanca, le destroyer prend la route de New York le 21 mai 1944 où il rejoint le 10 juin le groupe Hunter-killer formé autour de l'USS Wake Island à Norfolk. Cinq jours plus tard, son groupe embarque pour une patrouille dans l'Atlantique, transitant à Casablanca du 20 au 24 juillet. Le 2 août 1944, les Fiske et Douglas L. Howard (en) sont envoyés sur zone pour tenter de détruire l'U-804. L'U-boot arrive à s'enfuir en torpillant au passage le destroyer d'escorte, qui sombre en moins de dix minutes au milieu de l'Atlantique. Trente-trois hommes sont tués dans l'attaque et 50 sont grièvement blessés par l'explosion. Les survivants seront secourus par l'USS Farquhar (en).
Le Fiske a reçu une battle star pour son service pendant la Seconde Guerre mondiale.

## Galerie

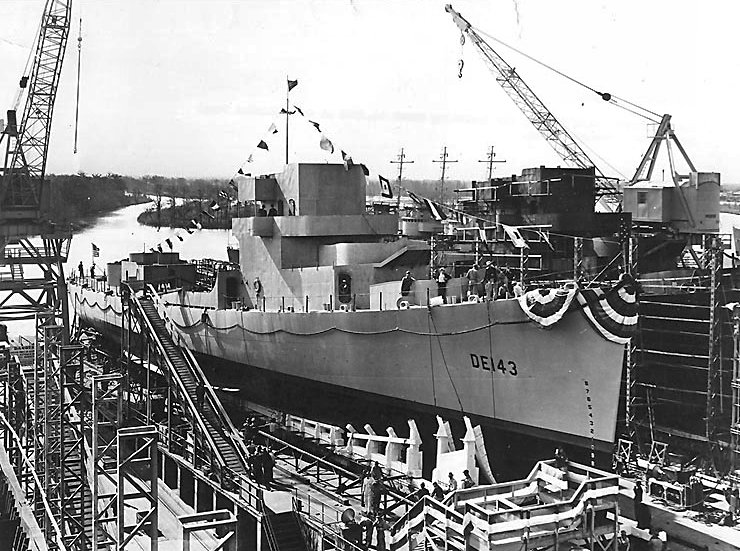
Lancement du Fisk en mars 1943.
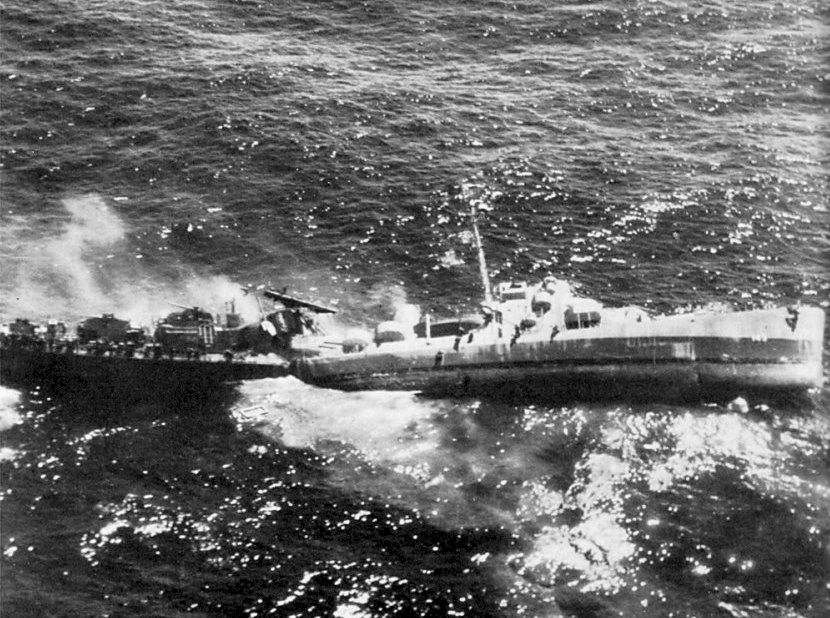
Naufrage du Fisk en août 1944.
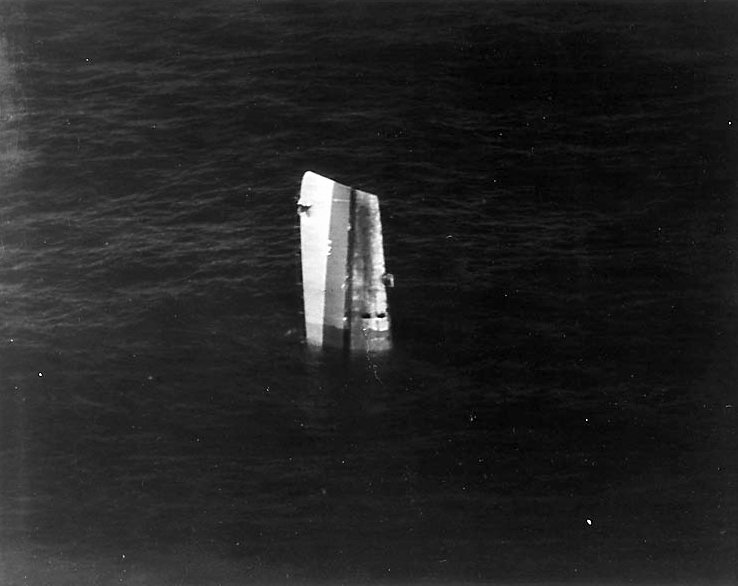
Proue du Fisk en train de couler, photographiée d'un avion du Wake Island.